# US Open de 1992
O US Open de 1992 foi um torneio de tênis disputado nas quadras duras do USTA Billie Jean King National Tennis Center, no Flushing Meadows-Corona Park, no distrito do Queens, em Nova York, nos Estados Unidos, entre 31 de agosto e 13 de setembro. Corresponde à 25ª edição da era aberta e à 112ª de todos os tempos.

## Finais

### Profissional
| Categoria | Evento    | Campeã(s)(o/ões)               | Vice-campeã(s)(o/ões)                 | Resultado          | Chave(s)  | Chave(s)       |
| --------- | --------- | ------------------------------ | ------------------------------------- | ------------------ | --------- | -------------- |
| Simples   | Masculino | Stefan Edberg                  | Pete Sampras                          | 3–6, 6–4, 7–6, 6–2 | principal | qualificatório |
| Simples   | Feminino  | Monica Seles                   | Arantxa Sánchez Vicario               | 6–3, 6–3           | principal | qualificatório |
| Duplas    | Masculino | Jim Grabb Richey Reneberg      | Rick Leach Kelly Jones                | 3–6, 7–6, 6–3, 6–3 | principal | principal      |
| Duplas    | Feminino  | Gigi Fernández Natasha Zvereva | Jana Novotná Larisa Savchenko Neiland | 7–6, 6–1           | principal | principal      |
| Duplas    | Misto     | Nicole Provis Mark Woodforde   | Helena Suková Tom Nijssen             | 4–6, 6–3, 6–3      | principal | principal      |

### Juvenil
| Categoria | Evento    | Campeã(s)(o/ões)                | Vice-campeã(s)(o/ões)            | Resultado     | Chave(s)  | Chave(s)       |
| --------- | --------- | ------------------------------- | -------------------------------- | ------------- | --------- | -------------- |
| Simples   | Masculino | Brian Dunn                      | Noam Behr                        | 7–5, 6–2      | principal | qualificatório |
| Simples   | Feminino  | Lindsay Davenport               | Julie Steven                     | 6–2, 6–2      | principal | qualificatório |
| Duplas    | Masculino | Jimmy Jackson Eric Taino        | Marcelo Ríos Gabriel Silberstein | 6–3, 6–7, 6–4 | principal | principal      |
| Duplas    | Feminino  | Lindsay Davenport Nicole London | Katie Schlukebir Julie Steven    | 7–5, 6–7, 6–4 | principal | principal      |

### Outros eventos
| Categoria         | Evento    | Campeã(s)(o/ões)             | Vice-campeã(s)(o/ões)               | Resultado | Chave     | Chave     |
| ----------------- | --------- | ---------------------------- | ----------------------------------- | --------- | --------- | --------- |
| Simples convidado | Masculino | Hank Pfister                 | Peter Fleming                       | 6–3, 6–4  | principal | principal |
| Duplas convidadas | Masculino | Paul McNamee Tomáš Šmíd      | Bob Lutz Ilie Năstase               | 6–2, 6–3  | principal | principal |
| Duplas convidadas | Feminino  | Wendy Turnbull Virginia Wade | JoAnne Russell-Longdon Sharon Walsh | 6–3, 6–4  | principal | principal |
| Duplas convidadas | Misto     | Marty Riessen Wendy Turnbull | Gene Mayer Virginia Wade            | 6–3, 7–6  | principal | principal |